# トーマスメモリアルカップ
トーマスメモリアルカップは、2001年から2004年まで飯塚オートレース場で開催されていたオートレースのGII競走の1つである。

## 歴史
1999年に不慮の事故で夭折した飯塚オートの大エース、中村政信（19期）を追悼すべく作られた競走である。冠名の「トーマス」は、中村政信が生前使用し、SGを制覇した競走車「トーマス」号に由来している。
GII競走ながら、地元飯塚の選手の中には「SGよりも欲しいタイトル」とまで言われた競走であったが、2005年の競走制度改革によって廃止され、代替としてGIIオーバルチャンピオンカップが新設された。また「トーマスメモリアル」という競走名は冠協賛の普通開催として2015年から復活した。

## 過去の優勝者
| 回 | 開催日                     | 優勝者     |
| -- | -------------------------- | ---------- |
| 1  | 2001年（平成13年）1月24日  | 浦田信輔   |
| 2  | 2002年（平成14年）1月23日  | 久門徹     |
| 3  | 2003年（平成15年）11月6日  | 浦田信輔   |
| 4  | 2003年（平成15年）12月24日 | 有吉辰也   |
| 5  | 2004年（平成16年）12月1日  | 東小野正道 |